# Trong lòng đất
Trong lòng đất (em inglês: Viet and Nam, também escrito Việt and Nam) é um filme de drama romântico vietnamita-filipino-suíço de 2024 escrito e dirigido por Trương Minh Quý. Estrelado por Thi Nga Nguyen e Daniel Viet Tung Le, o filme é sobre dois mineiros de carvão que eram amantes, sonhando com uma vida melhor escapando de suas vidas até que um futuro condenado os separe. O filme foi proibido no Vietnã.
O filme teve sua estreia mundial na seção Un Certain Regard do Festival de Cinema de Cannes de 2024, onde foi indicado à Queer Palm. Também foi selecionado para o MAMI Mumbai Film Festival 2024 na seção World Cinema.

## Elenco
- Thi Nga Nguyen como Hoa
- Daniel Viet Tung Le como Ba

## Recepção
No site agregador de críticas Rotten Tomatoes, 100% das avaliações de 12 críticos são positivas, com uma classificação média de 7,5/10. O Metacritic, que usa uma média ponderada, atribuiu ao filme uma pontuação de 76 em 100, com base em 4 críticos, indicando avaliações "geralmente favoráveis".